# Eleições estaduais no Rio Grande do Sul em 1954
As eleições estaduais no Rio Grande do Sul em 1954 ocorreram no dia 3 de outubro como parte das eleições gerais no Distrito Federal, em 20 estados e nos territórios federais do Acre, Amapá, Rondônia e Roraima. Foram escolhidos o governador Ildo Meneghetti, os senadores Armando Câmara e Daniel Krieger, além de 24 deputados federais e 55 deputados estaduais.
Natural de Porto Alegre, o engenheiro civil Ildo Meneghetti é formado pela Universidade Federal do Rio Grande do Sul e antes de estabelecer sua própria empresa trabalhou na construção de ferrovias em solo gaúcho ingressando posteriormente na Sociedade de Engenharia do Rio Grande do Sul. Alheio às atividades políticas, estreou na vida pública a convite de Cylon Rosa que o persuadiu a ingressar no PSD e nesta legenda foi eleito vereador na capital gaúcha em 1947. Exerceu o mandato até junho do ano seguinte quando foi nomeado prefeito da cidade pelo então governador Walter Jobim. Afastado do cargo com a posse de Ernesto Dorneles no Palácio Piratini, voltou ao posto ainda em 1951 graças à sua vitória numa eleição direta onde seu maior adversário foi Leonel Brizola e agora Ildo Meneghetti consagrou-se governador do Rio Grande do Sul.
Na eleição para senador a primeira vaga ficou às mãos de Armando Câmara. Nascido em Porto Alegre e formado em Direito na Universidade Federal do Rio Grande do Sul, foi professor de Filosofia na referida instituição e reitor da mesma por duas vezes, além de trabalhar como jornalista. Neto do segundo Visconde de Pelotas, ingressou no PL e foi eleito senador. Entretanto apresentou sua renúncia após um ano de mandato sob a alegação de "drama de consciência" e permitiu a efetivação do suplente.
Para ocupar a vaga em aberto foi convocado o jornalista Mem de Sá. Também nascido em Porto Alegre formou-se advogado na Universidade Federal do Rio Grande do Sul e milita no Partido Libertador desde a criação do mesmo. Trabalhou no Diário de Notícias e foi chefe de gabinete de Raul Pilla quando este era secretário de Agricultura do interventor Flores da Cunha. Professor de Economia Política na Universidade Federal do Rio Grande do Sul, dirigiu o Departamento Estadual de Estatística e o Departamento Administrativo do Serviço Público durante a interventoria de Cordeiro de Farias e retornou à política como deputado estadual em 1947 e 1950.
Gaúcho de São Luiz Gonzaga, o advogado Daniel Krieger obteve a segunda vaga de senador. Correligionário de Getúlio Vargas desde a época do Partido Republicano Rio-grandense, apoiou a Revolução de 1930, mas ao longo dos anos romperia com o antigo aliado. Pouco antes de graduar-se na Universidade Federal do Rio Grande do Sul trabalhou no Banco do Estado do Rio Grande do Sul e uma vez formado atuou como promotor de justiça em Porto Alegre e Santo Antônio da Patrulha, além de prestar consultoria jurídica para o Instituto de Previdência do Rio Grande do Sul. Eleito deputado estadual pela UDN em 1947, falhou ao buscar um mandato de deputado federal na eleição seguinte, mas agora tornou-se senador.

## Resultado da eleição para governador
Com informações extraídas do Tribunal Superior Eleitoral que certificou 821.583 votos nominais.
| Candidatos a governador do estado | Candidatos a vice-governador | Número | Coligação                         | Votação | Percentual |
| --------------------------------- | ---------------------------- | ------ | --------------------------------- | ------- | ---------- |
| Ildo Meneghetti PSD               | Não havia -                  | 41     | Frente Democrática (PSD, UDN, PL) | 386.821 | 47,08%     |
| Alberto Pasqualini PTB            | Não havia -                  | 14     | PTB (sem coligação)               | 356.183 | 43,35%     |
| Wolfram Metzler PRP               | Não havia -                  | 46     | PRP (sem coligação)               | 71.110  | 8,66%      |
| Brochado da Rocha PSP             | Não havia -                  | 44     | PSP (sem coligação)               | 7.396   | 0,90%      |
| João Pereira de Sampaio PSB       | Não havia -                  | 40     | PSB (sem coligação)               | 73      | 0,01%      |

## Resultado da eleição para senador
Com informações extraídas do Tribunal Superior Eleitoral que certificou 1.498.540 votos nominais.
| Candidatos a senador da República | Candidatos a suplente de senador | Número | Coligação                         | Votação | Percentual |
| --------------------------------- | -------------------------------- | ------ | --------------------------------- | ------- | ---------- |
| Armando Câmara PL                 | Mem de Sá PL                     | 200    | Frente Democrática (PSD, UDN, PL) | 402.438 | 26,86%     |
| Daniel Krieger UDN                | José Salgado Martins UDN         | 222    | Frente Democrática (PSD, UDN, PL) | 383.010 | 25,56%     |
| João Goulart PTB                  | Brochado da Rocha PTB            | 141    | PTB (sem coligação)               | 346.198 | 23,10%     |
| Rui Ramos PTB                     | Leocádio Antunes PTB             | 145    | PTB (sem coligação)               | 299.188 | 19,96%     |
| Nestor Rodrigues PRP              | Jardelino Ribeiro PRP            | 464    | PRP (sem coligação)               | 60.814  | 4,06%      |
| Tasso Corrêa PSP                  | Eduardo Steiner PSP              | 444    | PSP (sem coligação)               | 6.892   | 0,46%      |

## Deputados federais eleitos
São relacionados os candidatos eleitos com informações complementares da Câmara dos Deputados.

Representação eleita
  PTB: 13
  PSD: 5
  PL: 3
  PRP: 2
  UDN: 1

| Deputados federais eleitos | Partido | Votação | Percentual | Cidade onde nasceu    | Unidade federativa |
| Leonel Brizola             | PTB     | 103.003 |            | Carazinho             | Rio Grande do Sul  |
| Fernando Ferrari           | PTB     | 39.744  |            | São Pedro do Sul      | Rio Grande do Sul  |
| Raul Pilla                 | PL      | 37.088  |            | Porto Alegre          | Rio Grande do Sul  |
| Tarso Dutra                | PSD     | 31.676  |            | Porto Alegre          | Rio Grande do Sul  |
| Nestor Pereira             | PRP     | 31.586  |            | Taquara               | Rio Grande do Sul  |
| Clóvis Pestana             | PSD     | 31.250  |            | Porto Alegre          | Rio Grande do Sul  |
| Hermes Sousa               | PSD     | 29.918  |            | São Borja             | Rio Grande do Sul  |
| Flores da Cunha            | UDN     | 25.778  |            | Santana do Livramento | Rio Grande do Sul  |
| César Prieto               | PTB     | 22.919  |            | São Borja             | Rio Grande do Sul  |
| Unírio Machado             | PTB     | 21.983  |            | Santo Ângelo          | Rio Grande do Sul  |
| Luís Compagnoni            | PRP     | 21.161  |            | Caxias do Sul         | Rio Grande do Sul  |
| Nestor Jost                | PSD     | 20.017  |            | Candelária            | Rio Grande do Sul  |
| Daniel Faraco              | PSD     | 19.693  |            | Florianópolis         | Santa Catarina     |
| Adílio Viana               | PTB     | 17.063  |            | Rio Grande            | Rio Grande do Sul  |
| Edgar Schneider            | PL      | 17.015  |            | Porto Alegre          | Rio Grande do Sul  |
| Coelho de Sousa            | PL      | 16.426  |            | Porto Alegre          | Rio Grande do Sul  |
| Américo Godói Ilha         | PSD     | 14.871  |            | Cachoeira do Sul      | Rio Grande do Sul  |
| Croaci Oliveira            | PTB     | 14.457  |            | Rio de Janeiro        | Rio de Janeiro     |
| Vítor Issler               | PTB     | 13.065  |            | Passo Fundo           | Rio Grande do Sul  |
| Joaquim Duval              | PSD     | 12.557  |            | Pelotas               | Rio Grande do Sul  |
| Sílvio Sanson              | PTB     | 12.473  |            | Guaporé               | Rio Grande do Sul  |
| Daniel Dipp                | PTB     | 12.366  |            | Passo Fundo           | Rio Grande do Sul  |
| Lino Braun                 | PTB     | 10.167  |            | Estrela               | Rio Grande do Sul  |
| João Fico                  | PTB     | 9.202   |            | Bagé                  | Rio Grande do Sul  |

## Deputados estaduais eleitos
Estavam em jogo as 55 cadeiras da Assembleia Legislativa do Rio Grande do Sul.

Representação eleita
  PTB: 23
  PSD: 15
  PL: 7
  PRP: 4
  UDN: 3
  PSP: 2
  PSB: 1

Fonteː
| Deputados estaduais eleitos por ordem alfabética | Partido | Cidade onde nasceu    | Unidade federativa |
| Abelardo José Nácul                              | PSD     | Lagoa Vermelha        | Rio Grande do Sul  |
| Adalmiro Bandeira de Moura                       | PSP     | Rio Pardo             | Rio Grande do Sul  |
| Alberto Elias Carneiro                           | PTB     | Planalto              | Rio Grande do Sul  |
| Alberto Hoffmann                                 | PRP     | Ijuí                  | Rio Grande do Sul  |
| Alcides Flores Soares Júnior                     | UDN     | Porto Alegre          | Rio Grande do Sul  |
| Amadeu Ferreira Weinmann                         | PL      | Porto Alegre          | Rio Grande do Sul  |
| Ariosto Jaeger                                   | PSD     | Tupanciretã           | Rio Grande do Sul  |
| Armando Temperani Pereira                        | PTB     | Santa Maria           | Rio Grande do Sul  |
| Arno Fernando Arnt                               | PRP     | Porto Alegre          | Rio Grande do Sul  |
| Artur Bachini                                    | UDN     | Pelotas               | Rio Grande do Sul  |
| Augusto Nascimento e Silva                       | PSD     | Santo Ângelo          | Rio Grande do Sul  |
| Airton d'Ávila Barnasque                         | PTB     | Cachoeira do Sul      | Rio Grande do Sul  |
| Camilo Alves Gisler                              | PTB     | Santana do Livramento | Rio Grande do Sul  |
| Cândido Norberto dos Santos                      | PSB     | Bagé                  | Rio Grande do Sul  |
| Daniel Barnewitz Ribeiro                         | PTB     | Sinimbu               | Rio Grande do Sul  |
| Domingos Francisco Spolidoro                     | PTB     | Porto Alegre          | Rio Grande do Sul  |
| Francisco Solano Borges                          | PL      | Santa Maria           | Rio Grande do Sul  |
| Heitor Galant                                    | PL      | Carazinho             | Rio Grande do Sul  |
| Heitor Silveira Campos                           | PTB     | Passo Fundo           | Rio Grande do Sul  |
| Hélio Carlomagno                                 | PSD     | Cruz Alta             | Rio Grande do Sul  |
| Henrique Fonseca de Araújo                       | PL      | Porto Alegre          | Rio Grande do Sul  |
| Hipólito Jesus do Amaral Ribeiro                 | PSD     | Alvorada              | Rio Grande do Sul  |
| Jetro Jairo de Macedo Brum                       | PTB     | Guaporé               | Rio Grande do Sul  |
| João Batista Marchese                            | PSD     | Encantado             | Rio Grande do Sul  |
| Joaquim de Deus Nunes                            | PSD     | Canguçu               | Rio Grande do Sul  |
| José Arlindo Kunzler                             | PSD     | Montenegro            | Rio Grande do Sul  |
| José Lamaison Porto                              | PSP     | Passo Fundo           | Rio Grande do Sul  |
| José Mariano de Freitas Beck                     | PTB     | Santa Maria           | Rio Grande do Sul  |
| Justino da Costa Quintana                        | PTB     | Bagé                  | Rio Grande do Sul  |
| Lauro Franco Leitão                              | PSD     | Soledade              | Rio Grande do Sul  |
| Liberato Salzano Vieira da Cunha                 | PSD     | Cachoeira do Sul      | Rio Grande do Sul  |
| Manuel Braga Gastal                              | PL      | São Gabriel           | Rio Grande do Sul  |
| Mário Vieira Marques                             | PTB     | São Luiz Gonzaga      | Rio Grande do Sul  |
| Múcio de Castro                                  | PTB     | Passo Fundo           | Rio Grande do Sul  |
| Norberto Harald Schmidt                          | PL      | Santa Cruz do Sul     | Rio Grande do Sul  |
| Olinto Aramy Silva                               | PTB     | São Borja             | Rio Grande do Sul  |
| Onil Xavier dos Santos                           | PRP     | Sapucaia do Sul       | Rio Grande do Sul  |
| Osmar da Rocha Grafulha                          | PTB     | Rio Grande            | Rio Grande do Sul  |
| Paulo Brossard                                   | PL      | Bagé                  | Rio Grande do Sul  |
| Paulo Mincarone                                  | PTB     | Bento Gonçalves       | Rio Grande do Sul  |
| Pedro Afonso Anschau                             | PRP     | Três Passos           | Rio Grande do Sul  |
| Plauto de Abreu                                  | PSD     | Porto Alegre          | Rio Grande do Sul  |
| Pompílio Gomes Sobrinho                          | PSD     | Gravataí              | Rio Grande do Sul  |
| Porcínio Borges Pinto                            | PSD     | Estância Velha        | Rio Grande do Sul  |
| Raul Antônio Armando Pereira                     | PTB     | Capão da Canoa        | Rio Grande do Sul  |
| Romeu Roese Scheibe                              | PSD     | Lajeado               | Rio Grande do Sul  |
| Rubem Bento Alves                                | PTB     | Caxias do Sul         | Rio Grande do Sul  |
| Siegfried Emanuel Heuser                         | PTB     | Santa Cruz do Sul     | Rio Grande do Sul  |
| Sueli Gomes de Oliveira                          | PTB     | Osório                | Rio Grande do Sul  |
| Teobaldo Neumann                                 | PTB     | Tapes                 | Rio Grande do Sul  |
| Vítor Oscar Graeff                               | UDN     | Erechim               | Rio Grande do Sul  |
| Waldemar Rodrigues da Silva                      | PTB     | Santa Cruz do Sul     | Rio Grande do Sul  |
| Walter Giordano Alves                            | PTB     | Itaqui                | Rio Grande do Sul  |
| Walter Peracchi Barcelos                         | PSD     | Porto Alegre          | Rio Grande do Sul  |
| Wilson Vargas da Silveira                        | PTB     | Porto Alegre          | Rio Grande do Sul  |